# Тремполо (округ, Вісконсин)
Шаблон:StateAbbr_ 44°18′ пн. ш. 91°21′ зх. д. / 44.3° пн. ш. 91.35° зх. д.
 Тремполо (англ. Trempealeau County) — округ (графство) у штаті  Вісконсин. Ідентифікатор округу 55121.

## Історія
Округ утворений 1854 року.

## Демографія
За даними перепису 
2000 року 
загальне населення округу становило 27010 осіб, зокрема міського населення було , а сільського — 27010.
Серед них чоловіків — 13526, а жінок — 13484. В окрузі було 10747 домогосподарств, 7239 родин, які мешкали в 11482 будинках.
Середній розмір родини становив 3.
Віковий розподіл населення поданий у таблиці:
| Стать    | До 15 років | 15-21 | 22-29 | 30-39 | 40-49 | 50-65 | 65-85 | Понад 85 |
| -------- | ----------- | ----- | ----- | ----- | ----- | ----- | ----- | -------- |
| Чоловіки | 2872        | 1208  | 1171  | 2047  | 2154  | 2191  | 1664  | 219      |
| Жінки    | 2748        | 1135  | 1106  | 1944  | 1980  | 2019  | 2057  | 495      |

## Суміжні округи
- О-Клер — північ
- Джексон — схід
- Ла-Кросс — південний схід
- Вінона, Міннесота — південний захід
- Баффало — захід

## Виноски
1. ↑  U.S. Decennial Census. United States Census Bureau. Архів оригіналу за 12 травня 2015. Процитовано 9 серпня 2015.
2. ↑  Historical Census Browser. University of Virginia Library. Архів оригіналу за 11 серпня 2012. Процитовано 9 серпня 2015.
3. ↑  Forstall, Richard L., ред. (27 березня 1995). Population of Counties by Decennial Census: 1900 to 1990. United States Census Bureau. Архів оригіналу за 18 липня 2015. Процитовано 9 серпня 2015.
4. ↑  Census 2000 PHC-T-4. Ranking Tables for Counties: 1990 and 2000 (PDF). United States Census Bureau. 2 квітня 2001. Архів оригіналу (PDF) за 18 грудня 2014. Процитовано 9 серпня 2015.
5. ↑  State & County QuickFacts. United States Census Bureau. Архів оригіналу за 21 липня 2011. Процитовано 24 січня 2014. [Архівовано 2011-06-06 у Wayback Machine.](англ.) Наведено за англійською вікіпедією.
6. ↑  American FactFinder. Бюро перепису населення США. Архів оригіналу за 26 лютого 2012. Процитовано 31 січня 2008. [Архівовано 2008-05-21 у Wayback Machine.]

| США | Це незавершена стаття з географії США. Ви можете допомогти проєкту, виправивши або дописавши її. |